# Jacques Ségui
Pour les articles homonymes, voir Segui.
Jacques Ségui (né Jaime Segui le 7 août 1938 à Barcelone et mort le 9 avril 2019 à Saint-Mards-en-Othe,) est un journaliste international français de presse écrite et de télévision.

## Biographie
Jacques Ségui est diplômé de l'École supérieure de journalisme de Paris (promotion 1957-1958). Grand reporter, journaliste, homme de radio et de télé, il a travaillé pour RTL, Europe 1, l'ORTF, Antenne 2, TF1, La Cinq, Arte et France Télévisions. Il a couvert la chute de Salvador Allende au Chili en 1973 et les grands conflits des années 1970 et 1980. Il a été envoyé permanent pour Antenne 2 à Washington de 1977 à 1981. Il  est rédacteur en chef d' Affaire vous concernant, un magazine d'informations sur Antenne 2 en 1982. Il présente le Journal de la nuit sur Antenne 2 en 1984-1985. Il fait un bref passage sur ARTE en y réalisant des documentaires sur les États-Unis. Il a été rédacteur en chef des journaux télévises sur TF1 et La Cinq.
Il participe à la création de Tout le sport, première émission de télévision française quotidienne consacrée au sport, sur France 3 en 1993.